# Trichonotulus uganoensis
Trichonotulus uganoensis är en skalbaggsart som beskrevs av Rudolph Petrovitz 1969. Trichonotulus uganoensis ingår i släktet Trichonotulus och familjen Aphodiidae. Inga underarter finns listade i Catalogue of Life.